# Alexandra Palace (stacja kolejowa)
Alexandra Palace (kod stacji: AAP) – stacja kolejowa w Londynie, na terenie London Borough of Haringey, zarządzana i obsługiwana przez First Capital Connect. W roku statystycznym 2008-09 skorzystało z niej ok. 1,058 mln pasażerów. Stacja czerpie nazwę od pobliskiego Alexandra Palace. 

## Galeria

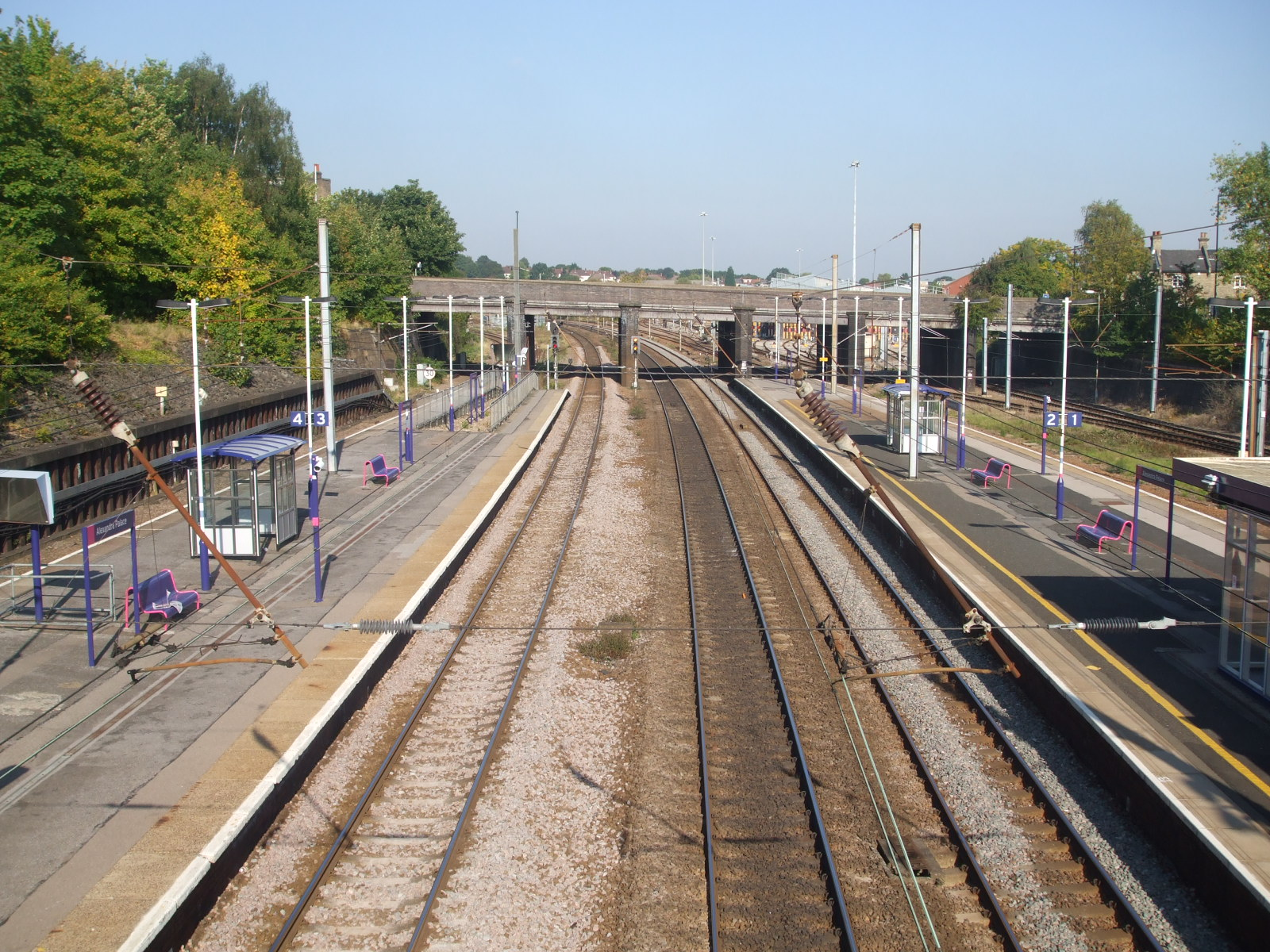
Perony widziane z kładki
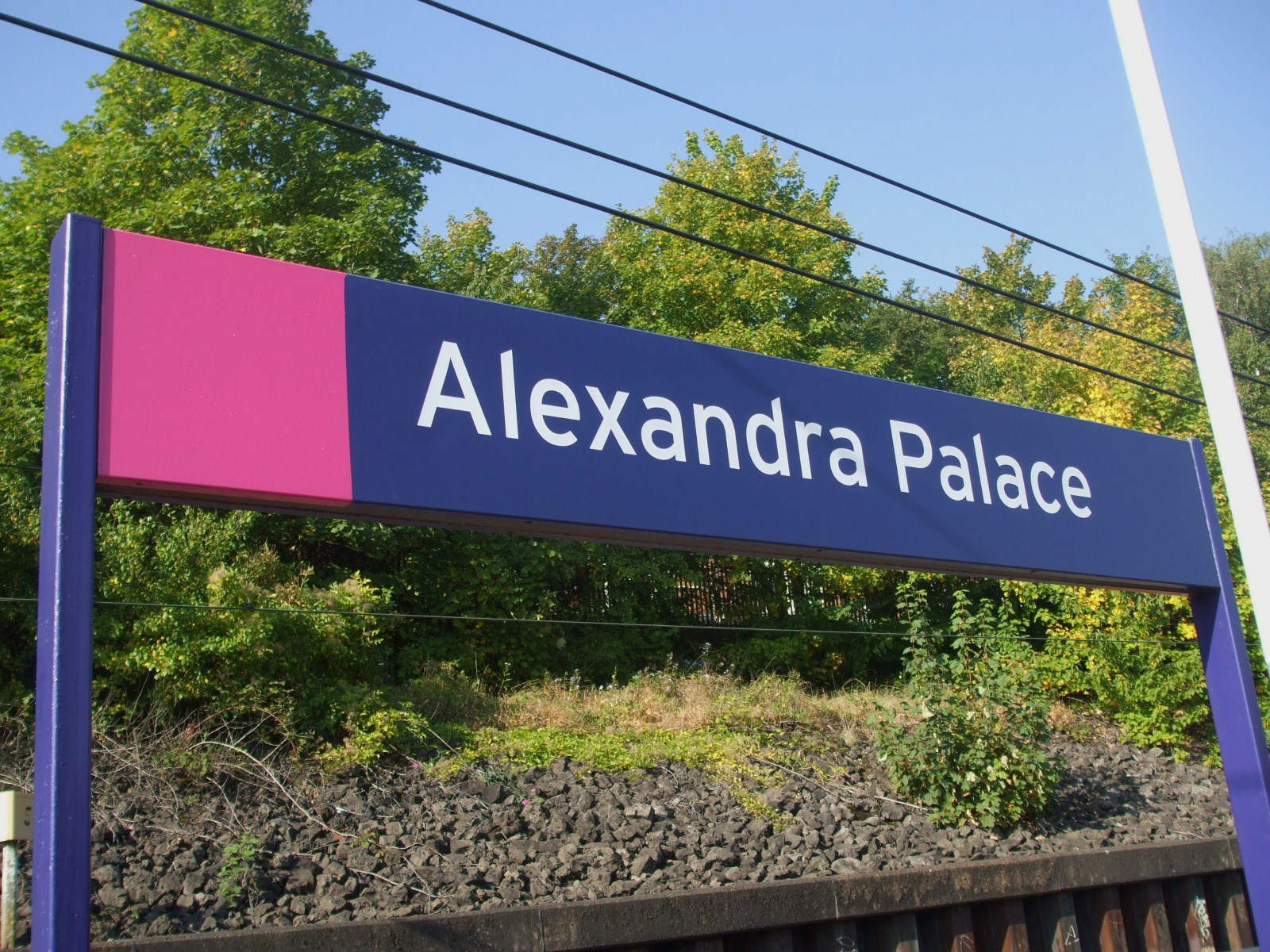
Tablica z nazwą stacji
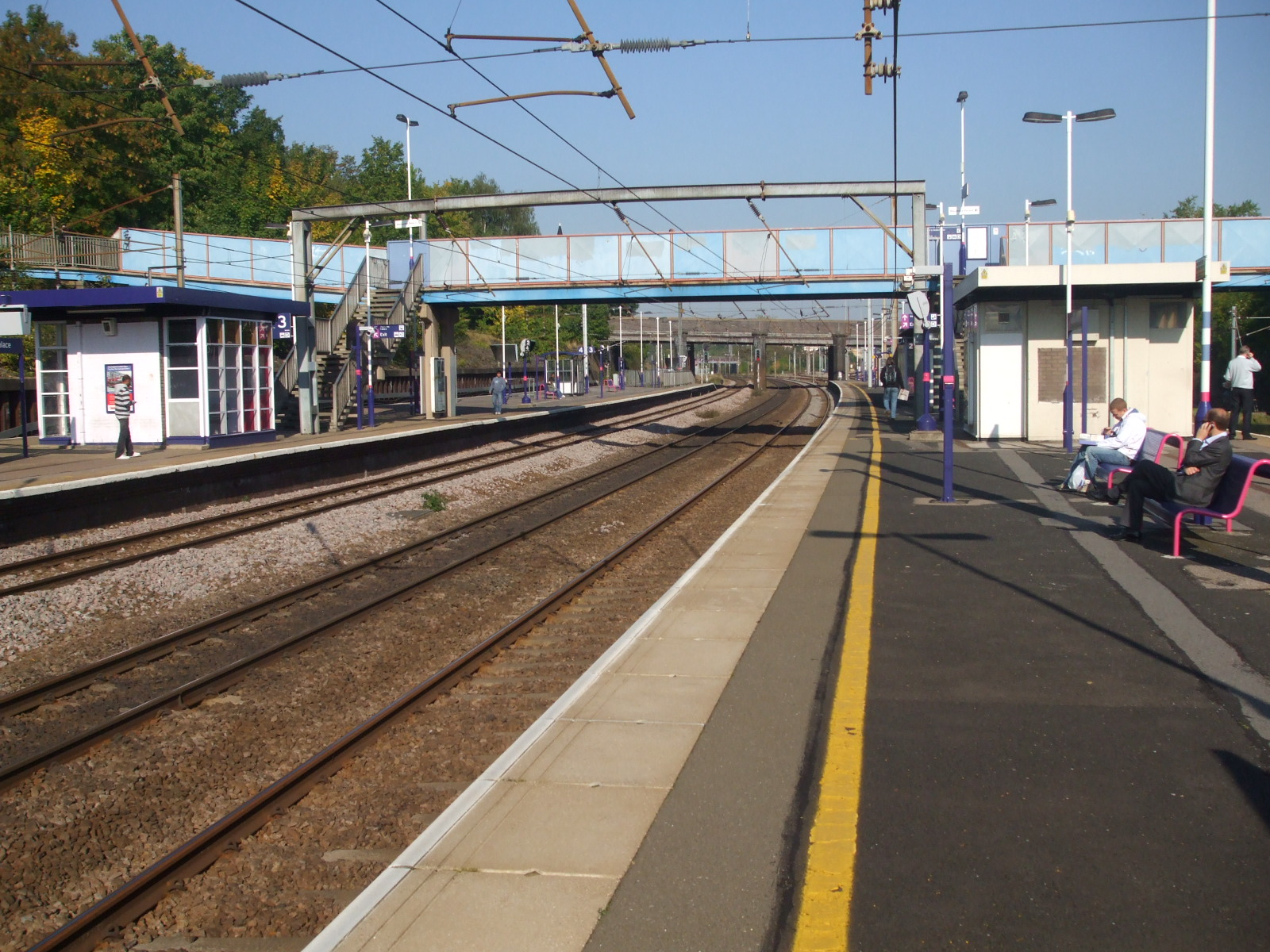
Widok z peronu nr 2 (w kierunku północnym)
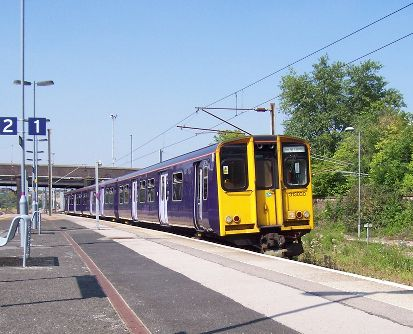
Pociąg British Rail Class 313 na stacji